# 氯化铋
氯化铋化学式BiCl3，常温下是易潮解的白色晶体。与离子晶体三氟化铋不同，在气相或晶体中，氯化铋分子构型都为三角锥形，可从价层电子对互斥理论（VSEPR）解释。是常用的提供Bi3+离子的试剂。氯化铋是常用的提供Bi3+离子的试剂，以及用于制备其它铋盐，以用于颜料和化妆品。

## 制备
氯化铋可从氯气与铋直接反应制得：
2 Bi + 3 Cl2 → 2 BiCl3
或用盐酸溶解氧化铋：
Bi2O3 + 6 HCl → 2 BiCl3 + 3 H2O
或将氧化铋溶于浓硝酸，再向溶液中加入氯化钠固体：
Bi + 6 HNO3 → Bi(NO3)3 + 3 H2O  + 3 NO2
Bi(NO3)3 + 3 NaCl → BiCl3 + 3 NaNO3

## 化学性质
氯化铋易水解，生成氯氧化铋：
Bi3+
 + Cl−
 + H
2O → BiOCl (s) + 2 H+

故配制Bi³⁺离子的溶液需要加酸抑制其水解。
氯化铋是一种氧化剂，遇还原剂如氯化亚锡生成黑色的金属铋粉末，此反应可用于检验Bi³⁺。

### 氯配合物
氯化铋作为一种路易斯酸，在Cl-浓度高的溶液中能形成各种氯配合物，如BiCl63−。其八面体结构与价层电子对互斥理论的判断不符， 不过BiCl52−的四方锥结构符合该理论的判断。
|            |            |           |
| Cs3[BiCl6] | Cs3[BiCl6] | [BiCl6]3− |

### 有机反应催化剂
氯化铋用于有机合成的催化剂，例如麦克尔加成反应，碘的加入能提高催化效率。

## 安全性
氯化铋有毒，能刺激胃肠道和呼吸道，与皮肤接触可能导致灼伤。